# Steffen Ulrich-Lynge
Steffen Niels Hendrik Ulrich-Lynge (geb. Lynge; * 29. Januar 1956 in Nuuk) ist ein grönländischer Politiker (Siumut), Ingenieur und Beamter.

## Leben
Steffen Lynge wurde als fünftes von acht Kindern des Lehrers Ulrik Terkel Mads Lynge (1917–1977) und seiner Frau Henriette Thale Debora Sabine Jonassen (1923–?) geboren. Über seinen Vater ist er ein Cousin des Politikers und Künstlers Thue Christiansen (1940–2022). Am 21. Dezember 1985 heiratete er die dänische Dozentin Anne Ulrich (* 1958).
Steffen Lynge schloss 1973 die Realschule in Qaqortoq ab. 1977 erlangte er die Hochschulreife in Aabenraa. 1982 schloss er eine Ausbildung zum Ingenieur in Odense ab. Anschließend wurde er für Grønlands Tekniske Organisation in Kopenhagen angesetzt. Von 1983 bis 1985 war er in der Technikverwaltung in Paamiut angestellt. Danach arbeitete er als Ingenieur in Nerlerit Inaat und Kopenhagen. Nach mehreren Fortbildungskursen wurde er 1987 Abteilungsleiter des Ingenieurbüros Bigum & Steenfos in Kopenhagen. 1990 wurde er Bürochef im Technikdirektorat der grönländischen Regierung. Nach einer weiteren Fortbildung wurde er 1994 Merkonom in der Personalverwaltung und im selben Jahr als Bauleiter für Mittarfeqarfiit mit der Anlage von sieben neuen Regionalflughäfen beauftragt.
Im Februar 1999 wurde Steffen Ulrich-Lynge zum Minister für Wohnungswesen und Infrastruktur im Kabinett Motzfeldt VII ernannt, musste aber im September 2001 seinen Platz räumen.
2005 wurde er zum Direktor der Arbeitgebervereinigung Ilik ernannt. 2008 wurde er Departementschef für Infrastruktur, Klima und Umwelt in der grönländischen Regierung. 2013 gab er das Amt ab. Im selben Jahr wurde er Kommunaldirektor der Kommuneqarfik Sermersooq. 2016 wurde er zum Direktor von Kalaallit Airports ernannt, als welcher er mit dem Bau der internationalen Flughäfen in Nuuk und Ilulissat beauftragt wurde. 2019 trat er zurück. 2020 wurde er zum Aufsichtsratsvorsitzenden des staatlichen Wohnungsunternehmens Illuut ernannt.